# جو بانوس
جو بانوس (بالإنجليزية: Joe Panos)‏ هو لاعب كرة قدم أمريكية أمريكي، ولد في 24 يناير 1971 في بروكفيلد في الولايات المتحدة.

## وصلات خارجية
- جو بانوس على موقع مرجع كرة القدم المحترفة.كوم (الإنجليزية)